# Ladislav Novák (novinář)
Ladislav Novák (* 22. prosince 1990) je český novinář a reportér, v letech 2021 až 2025 zahraniční zpravodaj Českého rozhlasu na Slovensku.

## Život
V letech 2010 až 2017 vystudoval nejprve politologii a mezinárodní vztahy a později bezpečnostní studia na Fakultě sociálních věd Univerzity Karlovy v Praze (získal titul Mgr.). Při studiu byl v letech 2014 až 2017 šéfredaktorem internetové televize UKáčko.tv, tj. televize studentů Univerzity Karlovy v Praze.
Od roku 2013 organizoval vzdělávací projekty pro středoškoláky, a to v rámci činnosti ve spolku Mladí občané, jehož byl místopředsedou. V letech 2015 až 2018 pracoval pro stanici Radio Wave, která spadá pod Český rozhlas. Vytvářel rozhovory, reportáže a komentáře pro pořad Universum, který zachycuje fenomény vysokoškolské sféry a studentského života.
V říjnu 2017 se stal redaktorem zahraniční redakce Českého rozhlasu a od srpna 2021 pak zahraničním zpravodajem Českého rozhlasu na Slovensku, kde nahradil Pavlínu Nečáskovou. V listopadu 2021 získal společně s kolegou Václavem Jabůrkem v kategorii audio Česko-německou novinářskou cenu vyhlašovanou Česko-německým fondem budoucnosti, a to za reportáž Zaostřeno na uzavřené česko-saské hranice Českého rozhlasu Plus.
Na Slovensku působil do konce července 2025, kdy jej od srpna na postu zahraničního zpravodaje Českého rozhlasu na Slovensku vystřídala Bára Vránová.